# Silene capitellata
Silene capitellata är en nejlikväxtart som beskrevs av Pierre Edmond Boissier. Silene capitellata ingår i släktet glimmar, och familjen nejlikväxter. Inga underarter finns listade i Catalogue of Life.